# O Homem Mais Rico da Babilônia
O Homem Mais Rico da Babilônia (em inglês:  The Richest Man in Babylon) é um livro escrito por George S. Clason criado em 1926. Nele, é fornecido conselhos financeiros através de uma coleção de parábolas ambientadas 4 097 anos atrás, na antiga Babilônia. O livro é impresso continuamente quase um século depois da publicação original das parábolas, tornando-se mundialmente um clássico.
Considerado como um dos melhores livros da área de finanças, O Homem Mais Rico da Babilônia alcançou excelente vendagem nos Estados Unidos e no Brasil.

## Concepção
O conteúdo origina-se de uma série de panfletos distribuídos por bancos e seguradoras dos Estados Unidos durante os anos de 1920 a 1924. Esses panfletos foram posteriormente compilados e publicados como um livro em 1926.
O livro é amplamente reconhecido como um clássico no campo de aconselhamento financeiro pessoal e continua a ser considerado um clássico sobre aconselhamento financeiro pessoal e gestão de riqueza. Isso contribuiu para sua permanência no mercado por quase 90 anos após sua primeira edição, com mais de 2 milhões de cópias vendidas.

## Sinopse
As parábolas são ambientadas na antiga Babilônia e trazem ensinamentos sobre assuntos financeiros: Planejamento financeiro, a importância de se poupar, empréstimos, entre outros. São contadas por um personagem babilônico fictício chamado Arkad, um escriba pobre que se tornou o "homem mais rico da Babilônia". Incluídos nos conselhos de Arkad estão as "Sete Curas" (ou como gerar dinheiro e riqueza) e as "Cinco Leis do Ouro" (ou como proteger e investir riqueza). Uma parte essencial dos conselhos de Arkad é sobre "pagar a si mesmo primeiro", "viver dentro de suas possibilidades", "investir no que você conhece", a importância da "poupança de longo prazo" e "propriedade de casa".